# 犬山市立池野小学校
犬山市立池野小学校（いぬやましりつ　いけのしょうがっこう）は、愛知県犬山市の公立小学校。

## 概要
- 校区は自治会としては、長者町団地4、入鹿、神尾、安楽寺、富士、ヒルズ入鹿であり、公立中学校の進学先は犬山市立東部中学校である。

## 沿革
- 1873年（明治6年）12月 - 奥入鹿村に永明学校の分教場が設置される。
- 1875年（明治8年）[注釈 1] - 入鹿神尾新田、奥入鹿村、安楽寺村、富士村が合併し、池野村になる。
- 1879年（明治12年）
  - 2月 - 入鹿学校として独立する。
  - 7月 - 池野学校が開校する。
- 1888年（明治21年） - 入鹿学校と池野学校を統合し、尋常小学池野学校となる。
- 1889年（明治22年）10月1日 - 今井村と池野村が合併し、今井村が発足する。
- 1890年（明治23年）10月6日 - 今井村から池野村が分立する。
- 1892年（明治25年） - 池野尋常小学校に改称する。
- 1893年（明治26年） - 池野村字杁下に校舎を新築し、移転する。
- 1902年（明治35年） - 現在地に校舎を新築し、移転する。
- 1909年（明治42年） - 校舎を増築する。
- 1912年（大正元年）9月23日 - 暴風雨により校舎が倒壊する。
- 1913年（大正2年） - 校舎を再建する。
- 1941年（昭和16年）4月1日 - 池野国民学校に改称する。
- 1947年（昭和22年）4月1日 - 池野村立池野小学校に改称する。
- 1954年（昭和29年）4月1日 - 犬山町、城東村、羽黒村、楽田村、池野村が合併し市制施行。犬山市となる。同時に犬山市立池野小学校に改称する。
- 1971年（昭和46年） - 新校舎（鉄筋コンクリート造）が完成する。
- 1972年（昭和47年） - プールが完成する。
- 1979年（昭和54年）4月1日 - 犬山市立東小学校を分離する。
- 1980年（昭和55年） - 体育館が完成する。

## 交通アクセス
- 犬山市コミュニティバス入鹿・羽黒線「神尾」バス停より徒歩約3分。
- 岐阜バス明治村線「神尾」バス停より徒歩約3分。
- 名鉄バス名古屋・桃花台線「明治村」バス停より徒歩約20分。[注釈 2]

## 周辺施設
- 犬山池野簡易郵便局
- 博物館明治村